# Le Corricolo
Le Corricolo es una obra de Alejandro Dumas publicada en 1843, en la que recuerda el viaje que realizó desde Roma a Nápoles en 1835, con el pintor Louis Godefroy Jadin. En la obra Dumas alterna episodios vividos por él con otros provenientes de la tradición popular.

## El viaje a Italia
La idea original de Dumas era un viaje por la costa de todo el Mediterráneo. Este viaje debería haberle dado material para un libro de viajes. Para ello, en 1834 lanzó varias suscripciones, pero no pudo reunir la suma total necesaria para el viaje. Por lo tanto, tuvo que reducir el alcance de su viaje al sur de Italia, y es probable que Dumas hubiera intentado ponerse en contacto con elementos revolucionarios y mazzinianos en el Reino de las Dos Sicilias, con vistas a un levantamiento antiborbónico. El 12 de mayo de 1835 partió junto con su amigo Louis Godefroy Jadin, pintor, el perro de Jadin, Milord, su amante y más tarde esposa, Ida Ferrier, y la hermana de esta. Pasando por Toulon, Niza, Génova, Livorno, Pisa y Florencia (donde llegó el 1 de julio) llegó a Roma, donde pidió permiso al embajador de Fernando II para visitar el Reino de las Dos Sicilias. Desafortunadamente, había sido denunciado como agitador republicano y se le prohibió visitar el reino. Por eso viajó al Reino de las Dos Sicilias bajo el nombre de Joseph Guichard, pintor y residente de la Academia Francesa en Villa Médici. Viajó clandestinamente, siempre acompañado de sus amigos, y, tras llegar a Nápoles, donde dejó a su amante, se embarcó rumbo a Sicilia en un pequeño bote y se le unió la contralto Caroline Unger, quien se convirtió en su amante durante el viaje. Regresó a Nápoles a fines de octubre de 1835 y encontró a Ida, pero se vio obligado a abandonar la ciudad el 23 de noviembre, después de solo tres semanas, tras ser denunciado. Dumas tuvo que esperar diez años para la redacción final del romance, tiempo que le permitió buscar fuentes literarias para enriquecer la obra.

## Descripción

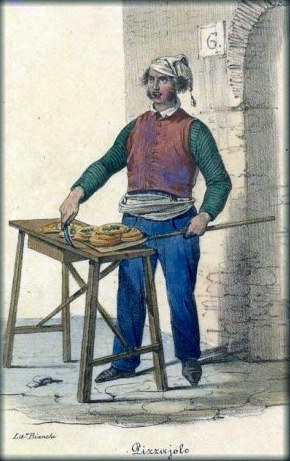
Un Pizzajolo («panadero de pizzas») en Nápoles, ca. 1830.

Publicado en cuatro volúmenes, que salieron entre 1841 y 1843, Le Corricolo recopila una serie de cuentos inspirados en anécdotas, cuentos, retratos, juegos de palabras y relatos de excursiones, que Alejandro Dumas registró en 1835, cuando visitó Nápoles y el sur de Italia, para tanto es así que, en la edición inglesa, se publicó bajo el título Sketches of Naples («Bocetos de Nápoles»). Concluye las impresiones del autor sobre sus viajes en el Reino de Nápoles con su estancia en Nápoles, a continuación de los dos volúmenes Speronare y Capitaine Aréna, que narran sus viajes respectivamente en Sicilia y Calabria con las Islas Eolias.
Una amplia tradición literaria ha atribuido la obra a Pier Angelo Fiorentino, uno de los colaboradores del novelista francés, a quien el escritor conoció durante su viaje a Italia en 1835, que le proporcionó el material para este libro.
El título hace referencia al medio de transporte que utilizó Dumas para visitar la zona de Nápoles. Como explica Dumas, «Le Corricolo es una especie de tílburi originalmente destinado a llevar a una persona y engancharlo a un caballo; se engancha a dos caballos y lleva de doce a quince personas».
En Le Corricolo Dumas alterna episodios que presenció o le contaron con otros provenientes de la tradición popular.
De los cuentos incluidos en él, muchos de los cuales se inspiraron, según Benedetto Croce, en anécdotas publicadas en 1830 por Michele Palmieri di Micciché, los de los Lazzaroni, y los del mal de ojo han atraído especial atención desde una perspectiva socio-antropológica.
El libro también es digno de mención porque contiene uno de los primeros relatos literarios de la pizza napolitana, que Dumas utiliza para hacer un análisis socioeconómico de la ciudad:

La pizza es: con aceite; con tocino; con manteca de cerdo; con queso; con tomates; con peces pequeños. Es el termómetro gastronómico del mercado: sube o baja de precio según el curso de los citados ingredientes, según la abundancia o carestía del año.